# 哈特隆州
哈特隆州是塔吉克斯坦四個一級行政區之一，位於該國西南部，由原庫爾干秋別州和庫里亞布州合併而成。面積24,600平方公里。2006年人口2,150,000人。首府博赫塔爾。

## 人口
2019年人口3,274,900。
2010年人口普查，81.8%塔吉克人, 12.9%乌兹别克人, 0.5%土库曼人，4.6%其他。 

## 行政区划
下分25縣。

## 历史
1988年9月8日根据塔吉克最高苏维埃主席团法令，库利亚布区与库尔干秋别区合并为库尔干秋别州。1990年1月24日，再次分为库利亚布州与库尔干秋别州。1992年12月2日，重组哈特隆州，但不包含努雷克区与亚万区。